# Los Simpson (franquicia)
Los Simpson (en inglés, The Simpsons) es una franquicia de comedia animada cuya familia del mismo nombre consiste en Homer, Marge, Bart, Lisa y Maggie. Los Simpson fueron creados por el dibujante Matt Groening para una serie de cortos animados que debutó en El show de Tracey Ullman en Fox el 19 de abril de 1987. Después de una racha de tres temporadas, el dibujo se convirtió en Los Simpson, una serie de animación de media hora en un horario de máxima audiencia, convirtiéndose en un éxito temprano y en la primera serie de Fox en estar entre las 30 mejores calificaciones en una temporada (1989-1990). La popularidad de Los Simpson ha hecho que sea una franquicia de merchandising de mil millones de dólares. Junto a la serie de televisión, los personajes de la serie han aparecido en una variedad de medios, incluyendo libros, cómics, una revista, música y videojuegos.
Los Simpson: la película fue estrenada en 2007 y fue la octava película más taquillera del año. Una variedad de mercancía, incluyendo camisetas, DVD, juegos de mesa y figuras de acción han sido lanzados. El merchandise de Los Simpson  ha vendido bien, generando $2 mil millones en ingresos durante los primeros 14 meses de ventas. En 2003, alrededor de 500 empresas de todo el mundo tenían licencia para usar personajes de Los Simpson en su publicidad. En 2008, $750 millones en merchandising de 'Los Simpson' se adquirieron en todo el mundo. Peter Byrne, vicepresidente ejecutivo de licencias y merchandise de Fox, dijo: "Los Simpson sin lugar a dudas es la entidad más grande de la concesión de licencias que Fox ha tenido, y punto, yo diría, ya sea de televisión o película."

## Antecedentes

### Creación
Matt Groening concibió la idea de los Simpson en el vestíbulo de James L. Brooks. Brooks, el productor del programa de comedia El show de Tracey Ullman, quería utilizar una serie de dibujos animados como parachoques entre bocetos. Groening había sido llamado para lanzar una serie de cortos, y tenía la intención de presentar su serie Life in Hell. Cuando se dio cuenta de que la animación de Life in Hell requeriría los derechos de publicación de la obra de su vida, Groening decidió ir en otra dirección. Rápidamente esbozó su versión de una Familia disfuncional y nombró a los personajes con nombres de su propia familia.

### Temas
Los Simpson tiene lugar en la ficticia ciudad estadounidense de Springfield, sin coordenadas geográficas o referencias a un estado estadounidense que puedan identificar qué parte del país representa. Los Simpson utiliza la configuración estándar de una comedia de situación o «comedia»  como premisa. La serie se centra en una familia y su vida en una ciudad típica estadounidense. Sin embargo, debido a su naturaleza animada, 'Los Simpson' tiene mayor alcance que el de una comedia de situación regular. La ciudad de Springfield actúa como un universo completo en el que los personajes pueden explorar los problemas que enfrenta la sociedad moderna. Al tener a Homer trabajando en una planta de energía nuclear, el espectáculo puede hacer comentarios sobre el estado del medio ambiente. A través de Bart y de Lisa en la Escuela Primaria de Springfield, los guionistas de la serie ilustran asuntos urgentes o controversiales en el campo de la educación. La ciudad cuenta con una amplia gama de canales, de los medios de comunicación la programación de televisión de los niños a las noticias locales, lo que permite a los productores hacer chistes sobre sí mismos y la industria del entretenimiento. Algunos comentaristas dicen que el programa es de naturaleza política y susceptible de un sesgo de izquierda. El escritor y productor Al Jean admitió en una entrevista que «Nosotros [la serie] somos de doblado liberal». Los escritores a menudo manifiestan el aprecio por los ideales liberales, pero el espectáculo hace chistes al espectro político. La religión también figura como un tema recurrente. En tiempos de crisis, la familia a menudo se vuelve a Dios, y el espectáculo se ha ocupado de la mayoría de las principales religiones.

### Personajes principales
Los personajes principales de la serie son la familia Simpson. Los Simpson es una familia que vive en el 742 Evergreen Terrace en Springfield. Aunque la familia es disfuncional, muchos episodios examinan sus relaciones y vínculos entre sí y que a menudo se muestran a cuidar el uno del otro.
- Homer Simpson es el padre de la familia Simpson. Él encarna varios estereotipos de la clase obrera estadounidense: el sobrepeso, es crudo, incompetente, torpe, irreflexivo y un alcohólico.[13] Su voz comenzó como una idea de Walter Matthau pero con el tiempo se convirtió en una voz más fuerte en la segunda y tercera temporada de la serie de media hora, lo que permite a Homer cubrir una gama más completa de las emociones.[14] ya que Homer se ha convertido en uno de los personajes de ficción más influyentes.[15] Él ha inspirado a toda una línea de merchandising y su eslogan, el gruñido molesto "D'oh!", ha sido incluido en el Diccionario Inglés de Oxford[16]
- Marge Simpson es la bienintencionada y extremadamente paciente mujer de Homer y madre de Bart, Lisa y Maggie.[17] Su característica física más notable es su distintivo peinado colmena que se inspiró en La novia de Frankenstein y el estilo que la madre de Matt Groening usó durante la década de 1960, aunque su pelo nunca fue azul.[18][19]
- Bart Simpson es el hijo mayor de la familia, a los 10 años los rasgos de carácter más prominentes de Bart son su picardía, rebeldía, falta de respeto a la autoridad y agudo ingenio. Durante las dos primeras temporadas de 'Los Simpson', Bart era el personaje principal de la serie. El nombre de "Bart" es un anagrama de la palabra "brat".[20] En 1998, la revista Time seleccionó a Bart como la 46.ª, de las 100 personas, más influyente del siglo XX, y el único personaje de ficción en estar en la lista.[21] Previamente había aparecido en la portada del 31 de diciembre de la edición 1990.[22] Durante los primeros episodios, Bart era rebelde y con frecuencia escapado sin castigo, lo que llevó algunos grupos de padres y portavoces conservadores para creer que proporcionó un pobre modelo a seguir para los niños. Esto llevó a George HW Bush a decir: "Vamos a seguir tratando de reforzar la familia americana. Para hacerlos más como los Walton y menos como los Simpson".[23]
- Lisa Simpson es la hija del medio de la familia. Ella es un joven niña de ocho años de edad extremadamente inteligente, uno de los personajes más inteligentes de la serie. Las convicciones políticas de Lisa son generalmente liberales.[24] En los cortos de "El show de Tracey Ullman", Lisa no era más que un"Bart mujer" ya que era igual de traviesa. A medida que la serie avanzaba, Lisa comenzó a convertirse en un personaje más inteligente y más emocional.[25] En 2001 Lisa recibió un premio especial de la "Board of Directors Ongoing Commitment Award" en los Environmental Media Awards.[26] "Lisa the Vegetarian", un episodio de la séptima temporada, ganó un premio de los Environmental Media Award por el "Mejor episodio de comedia de televisión"[27] y un Premio Génesis por "Mejor Serie de Comedia de Televisión".[28]
- Maggie Simpson es la más joven de los cinco miembros principales de la familia y casi siempre se ve como una bebé. Ella era bastante prominente en los cortos de El show de Tracey Ullman, a menudo era presentada junto a Bart y Lisa, pero se ha convertido en el menos visto y oído de los cinco principales Simpsons.[29] Maggie rara vez habla, pero ha sido la voz de varios actores, incluyendo Elizabeth Taylor,[29] James Earl Jones,[30] Harry Shearer, quien utilizó su voz para Kang, Jodie Foster,[31] Yeardley Smith,[32] y Nancy Cartwright.[33]

Los cinco miembros de la familia recibieron diseños simples para que sus emociones faciales fácilmente puedan ser cambiados con poco esfuerzo y por lo que sería reconocible en la silueta. Hicieron su debut el 19 de abril de 1987 en El show de Tracey Ullman con el corto "Good Night". En 1989, los cortos se adaptaron en una serie de media hora llamada Los Simpson en la Fox Broadcasting Company. La familia Simpson se mantuvo con los personajes principales en este nuevo espectáculo.

## Televisión

### Cortos deEl show de Tracey Ullman
Los cortos de Los Simpson debutaron en El show de Tracey Ullman el 19 de abril de 1987 y aparecieron en las tres primeras temporadas de la serie. Para la cuarta y última temporada de El show de Tracey Ullman la primera temporada de la serie de media hora ya estaba en el aire. En las dos primeras temporadas los cortos se dividieron en tres o cuatro partes, pero en la tercera temporada como una sola historia. Las historias de los cortos fueron escritas e historiadas por Matt Groening. La familia fue crudamente dibujado, porque Groening había presentado bocetos básicos a los animadores. La animación es producida en Estados Unidos en Klasky Csupo, con Wesley Archer, David Silverman y Bill Kopp siendo animadores de la primera temporada. Después de la primera temporada fue animada por Archer y Silverman. Georgie Peluse fue el colorista y la persona que decidió hacer los personajes de color amarillo.
Los actores que dieron voz a los personajes originalmente más tarde repitieron sus papeles en 'Los Simpson'. Dan Castellaneta realizó las voces de Homer Simpson, Abraham Simpson, y Krusty el payaso. La voz de Homer suena diferente en los cortos en comparación con la mayoría de los episodios de la serie de media hora. En los cortos, su voz es una impresión floja de Walter Matthau, mientras que es más robusto y de buen humor en el programa de media hora, lo que permite a Homer cubrir una gama más completa de emociones. Se necesitaron voces para los cortos, por lo que los productores decidieron pedir a Castellaneta, así como a Julie Kavner expresar a Homer y Marge, en lugar de contratar a más actores. Nancy Cartwright y Yeardley Smith realizaron las voces de Bart Simpson y Lisa Simpson, respectivamente.

### Los Simpson
En 1989, un equipo de productoras adaptó Los Simpson en una serie de media hora para la Fox Broadcasting Company.El equipo incluía lo que ahora es la casa de animación Klasky Csupo. La serie de media hora se estrenó el 17 de diciembre de 1989, con "Simpsons Roasting on an Open Fire", un Especial de Navidad. "Some Enchanted Evening" fue el primer episodio de larga duración producido, pero no se emitió hasta mayo de 1990, por problemas con la animación. Los Simpson tiene lugar en la ficticia ciudad estadounidense de Springfield, sin coordenadas geográficas o referencias a un estado estadounidense que puedan identificar qué parte del país representa. Para Los Simpson, Harry Shearer y Hank Azaria se añadieron como miembros del reparto. Además del elenco principal, Pamela Hayden, Russi Taylor, Tress MacNeille, Marcia Wallace y Maggie Roswell son actores de voz auxiliares. De 1999 a 2002, los personajes de Maggie Roswell fueron expresados por Marcia Mitzman Gaven. Karl Wiedergott ha aparecido en papeles de menor importancia, pero no expreso cualquier personaje recurrente. Repitieron "invitados especiales" miembros del reparto que incluyen a Albert Brooks, Phil Hartman, Jon Lovitz, Joe Mantegna y Kelsey Grammer.
Los Simpson fue la primera serie de televisión de la cadena Fox en clasificar entre los mejores 30 programas de mayor audiencia. Mientras que las temporadas posteriores se centraron en Homer, Bart era el personaje principal en la mayoría de las primeras tres temporadas. En 1990, Bart se convirtió rápidamente en uno de los personajes más populares de la televisión en lo que se denominó "Bartmania". El 9 de febrero de 1997, Los Simpson superó a Los Picapiedra con el episodio The Itchy & Scratchy & Poochie Show como la de más larga duración en la historia de series animadas de los Estados Unidos. En 2004, reemplazo Las aventuras de Ozzie y Harriet (1952-1966) como la comedia de mayor duración (animada o de acción real) en los Estados Unidos. En mayo de 2007, Los Simpson llegaron a su episodio número 400 al final de la decimoctava temporada. Los sellos de la serie incluyen la secuencia de apertura; su tema principal que fue compuesto por Danny Elfman en 1989; los episodios especiales de Halloween, que a su vez han inspirado una ramificación del merchandise; su uso de referencias culturales; gags visuales; y el uso de frases, como el gruñido de Homer molesto "D'oh!".
Los Simpson  ha ganado docenas de premios desde su estreno como serie, incluyendo 24 Premios Primetime Emmy, 26 Premios Annie y un Premio Peabody. En una edición de 1998 en la celebración de los mayores logros del siglo 20 en las artes y el entretenimiento, la revista Time nombró a Los Simpson como "mejor serie de televisión del siglo". El 14 de enero de 2000, los Simpson fueron premiados con una estrella en el Paseo de la Fama de Hollywood.
En septiembre de 1994, 20th Television comenzó la sindicación de las reposiciones de estaciones locales de Los Simpson a lo largo de los EE. UU. A partir de 2003, las reposiciones de sindicación de Los Simpson han generado un estimado de mil millones de dólares en ingresos para Fox. En 2008, los anunciantes gastaron $ 314.8 millones para hacer publicidad durante el show de horario estelar y reposiciones posteriores, hasta el 16,8% desde 2007. Desde agosto de 2014, cada episodio de la serie se transmite por FXX- Desde 2014 hasta 2019, la serie estuvo disponible bajo demanda a través de la página web Simpsons World. Tras ello, todos los episodios fueron movidos al servicio de streaming Disney+.

#### Cruces
A lo largo de su emisión, Los Simpson ha tenido varios cruces con personajes de diferentes series. La primera vez surgió en el episodio de la sexta temporada "A Star is Burns", el cual incluye al personaje Jay Sherman de The Critic en la trama principal; debido a que fue producido por personal que había trabajado en Los Simpson, incluidos los ex escritores Al Jean y Mike Reiss, y el productor James L. Brooks, Matt Groening criticó públicamente el episodio y a Brooks, y eliminó su nombre de los créditos iniciales.
Otros episodios con cruces en la trama principal incluyen el episodio de la octava temporada "The Springfield Files" con The X-Files, y el episodio de la vigesimosexta temporada "Simpsorama", el cual es un cruce completo con Futurama, otra serie creada por Matt Groening. También en la vigesimosexta temporada, el episodio "Mathlete's Feat" incluye un cruce en el gag del sofá con la serie de Adult Swim Rick and Morty.
Adicionalmente, la serie Padre de familia tuvo un cruce con Los Simpson en el episodio "The Simpsons Guy" de su decimotercera temporada, como un especial de doble duración.

#### Cortos de Disney+
Tras la incorporación de Los Simpson al servicio de transmisión de Disney+, el cocreador y productor ejecutivo James L. Brooks sugirió la creación de una serie de cortometrajes en los que los Simpson "invadirían el resto de Disney+" como una forma de promocionar Los Simpson y llegar a los espectadores que quizás no estén familiarizados con la serie. Hasta ahora, seis cortometrajes han sido lanzados como producciones para la plataforma.

## Películas

### Los Simpson: la película
20th Century Fox, Gracie Films, y Film Roman produjeron una película animada de Los Simpson, titulada Los Simpson: la película, que se estrenó el 27 de julio de 2007. La película fue dirigida por el veterano productor de Los Simpson David Silverman y escrita por un equipo de guionistas de Los Simpson compuesto por Matt Groening, James L. Brooks, Al Jean, George Meyer, Mike Reiss, John Swartzwelder, Jon Vitti, David Mirkin, Mike Scully, Matt Selman, y Ian Maxtone-Graham. La producción de la película se produjo junto con la escritura continua de la serie a pesar de las afirmaciones de mucho tiempo de los involucrados en el programa de que una película entraría en producción solo después de que la serie hubiera concluido.
Los Simpson: la película recaudó un total combinado de $ 74 millones en su primer fin de semana en los Estados Unidos, llevándola a la cima de la taquilla, y estableció el récord de fin de semana de apertura más taquillero para una película basada en una serie de televisión, superando Mission: Impossible 2. Se estrenó en lo más alto de la taquilla internacional, con $96 millones de setenta y un territorios en el extranjero, incluidos $27,8 millones en el Reino Unido, lo que la convierte en la segunda apertura más alta de 20th Century Fox en ese país. En Australia, recaudó 13,2 millones de dólares australianos, el estreno más grande para una película animada y el tercer fin de semana de estreno más grande del país. La película se cerró el 20 de diciembre de 2007, con una recaudación mundial de $527.068.706, siendo la octava película más taquillera de 2007.

### The Longest Daycare
Un cortometraje en 3D titulado The Longest Daycare, enfocado en Maggie, fue mostrado en cines en 2012 antes de la película Ice Age: Continental Drift. Recibió una nominación en los Premios Óscar en la categoría de Mejor Cortometraje de Animación.

### Jugando con el destino
El 27 de febrero de 2020, se anunció que un nuevo cortometraje titulado Playdate with Destiny (Jugando con el destino) que sería proyectado en cines junto a la película de Pixar Onward. El cortometraje está protagonizado por Maggie Simpson. Fue estrenado en Estados Unidos junto con Onward el 6 de marzo de 2020, con un lanzamiento en Disney+ el 10 de abril de 2020, siendo estrenado en varios territorios en dicha plataforma.

### En otras películas
Milhouse Van Houten hace un cameo en la película de 2014 The Lego Movie como un Maestro Constructor en Cloud Cuckoo Land.
Versiones pirateadas de Homer y Bart, así como personajes de fondo basados en el estilo de animación de la serie, tienen apariciones como cameo en la película de 2022 Chip 'n Dale: Rescue Rangers.

## Publicaciones impresas

### Libros
Docenas de libros acerca de Los Simpson han sido lanzados por Fox. En La Biblioteca de la Sabiduría de Los Simpson cada libro se refiere a un personaje de la serie y dos por año son lanzados. Una serie de guías de episodios han sido publicados, a partir deThe Simpsons: A Complete Guide to Our Favorite Family. Las guías cuentan con citas, trivia, y las referencias culturales de cada episodio.

### Simpsons Illustrated
Simpsons Illustrated era una revista que acompañaba a la serie Los Simpson. Fue producido por Matt Groening, Bill Morrison, Steve Vance y Cindy, y Katy Dobbs era el director editorial. Duró 10 entregas desde 1991 a 1993. Galés Publishing Company emitió cuatro entregas al año. La revista contaba con una tirada de 1 millón de impresiones. Los detalles que contiene son los artículos de fondo y entrevistas con el reparto y el equipo, los cómics, y fanart. El último número de Simpsons Illustrated era una edición cómic  titulada Simpsons Comics y Relatos. El éxito abrumador de este libro aparentemente dio lugar a la creación de Bongo Comics, que ha pasado a publicar numerosos libros de historietas relacionadas con Simpson desde 1993.

### Libros de cómics
Numerosos cómics relacionados con Los Simpson han sido lanzados en los últimos años. Hasta el momento, nueve cómics  han sido publicados por Bongo Comics desde 1993. Las primeros tiras cómicas se basan en las apariciones de 'Los Simpson' en 1991 en la revista Simpsons Illustrated. Las tiras cómicas eran populares y un comic book llamado Simpsons Comics and Stories que contiene cuatro historias diferentes, fue lanzado en 1993 para los aficionados. El libro fue un éxito y debido a esto, el creador de Los Simpson Matt Groening, y sus compañeros Bill Morrison, Mike Rote, Steve Vance y Cindy Vance crearon la editorial Bongo Comics. Los cómics  Simpsons Comics, Bart Simpson's Treehouse of Horror y Bart Simpson comics se han recogido y reproducido en tomos en los Estados Unidos por HarperCollins.

## Atracciones de parques temáticos

### Universal Studios

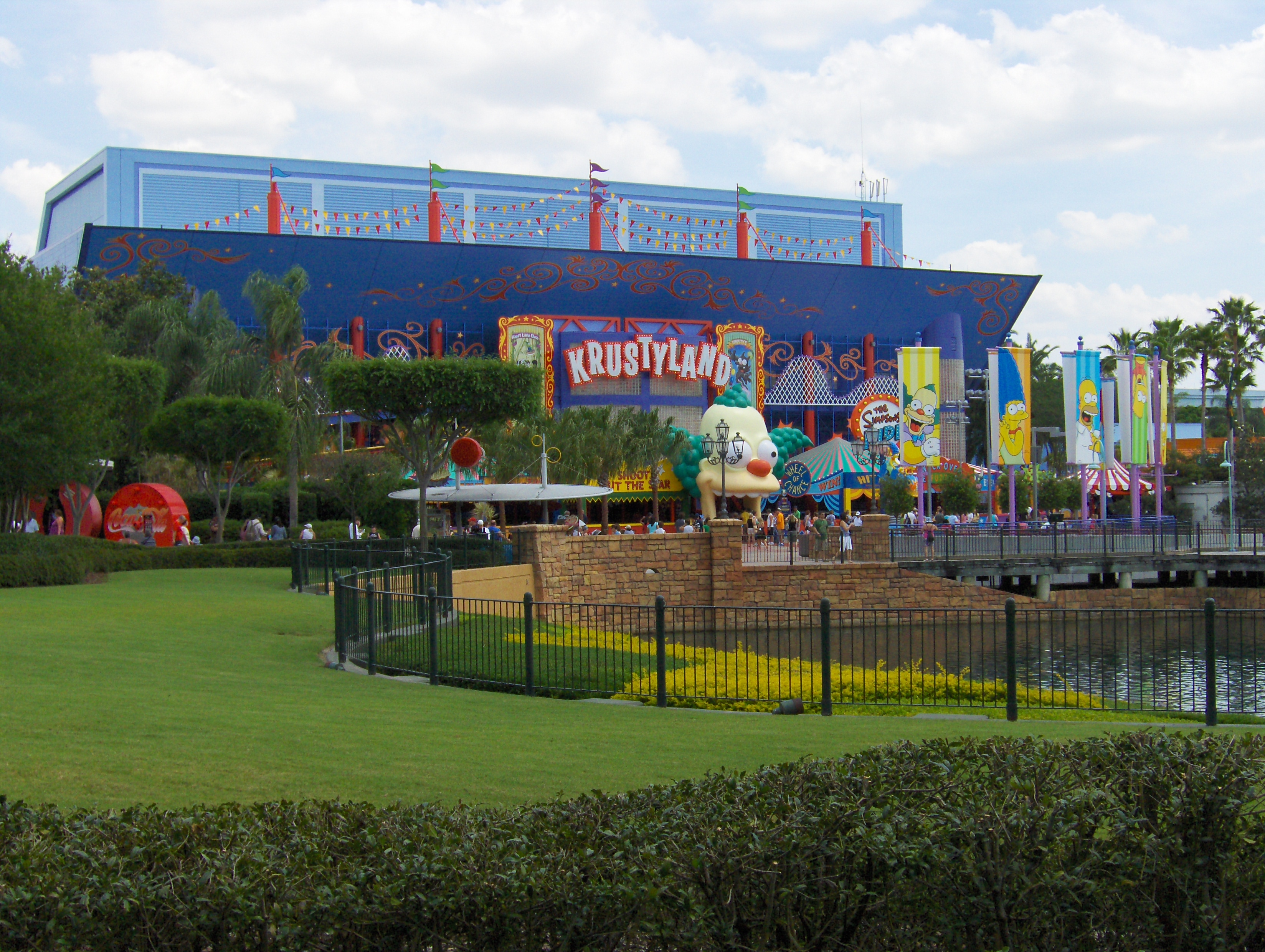
The Simpsons Ride en Universal Studios Florida.

En julio de 2007, poco antes del lanzamiento de Los Simpson: la película, se anunció oficialmente que The Simpsons Ride, una atracción de simulación, se implementaría en los Universal Studios Orlando y Universal Studios Hollywood. Se inauguró oficialmente el 15 de mayo de 2008 en Orlando, y el 19 de mayo de 2008 en Hollywood. En la atracción, los visitantes son introducidos a un parque temático de dibujos animados llamado Krustyland construido por Krusty el Payaso. Sin embargo, Sideshow Bob está libre de prisión para vengarse de Krusty y la familia Simpson. Cuenta con más de 24 personajes habituales de Los Simpson y cuenta con las voces de los miembros habituales del reparto, así como Pamela Hayden, Russi Taylor y Kelsey Grammer. Harry Shearer decidió no participar en el paseo, por lo que ninguno de sus personajes tiene partes habladas. James L. Brooks, Matt Groening y Al Jean, colaboraron con el equipo creativo de Universal Studios, Universal Creative, para ayudar a desarrollar la atracción. El viaje de seis minutos utiliza pantallas IMAX de 80 pies y proyectores Sony. La animación de la atracción usa animación 3D generada por computadora presentada por Blur Studio y Reel FX, en lugar de la animación 2-D tradicional que se ve en la serie Los Simpson.

### Broadway at the Beach
En agosto de 2018, The Simpsons in 4D se estrenó en Broadway at the Beach en Myrtle Beach, Carolina del Sur, ubicado en una réplica del teatro The Azteca de la serie. Al lado, una tienda de regalos inspirada en Kwik-E-Mart vende productos de la serie como Buzz Cola, Krusty Burgers, Lard Lad Donuts y Squishees.

## Mercancías
La popularidad de Los Simpson la ha convertido en una industria de comercialización de miles de millones de dólares. La mercancía de Los Simpson se vendió bien y generó $2 mil millones en ingresos durante los primeros 14 meses de ventas. En 2008, se compraron en todo el mundo productos de Los Simpson por valor de 750 millones de dólares. En 2003, unas 500 empresas de todo el mundo obtuvieron licencia para utilizar los personajes de Los Simpson en su publicidad.

### Videojuegos
La industria de los videojuegos se apresuró a adaptar los personajes y el mundo de Springfield a los juegos. Algunos de los primeros juegos incluyen el juego de arcade de Konami Los Simpson (1991) y el juego de Acclaim Entertainment Los Simpson: Bart contra los mutantes espaciales (1991). Los juegos más modernos incluyen The Simpsons: Road Rage (2001), The Simpsons: Hit & Run (2003) y Los Simpson: el videojuego (2007). Se han producido dos máquinas Simpson pinball; uno que estuvo disponible brevemente después de la primera temporada y otro que todavía está disponible para su compra. Desde 2005, Electronic Arts tiene los derechos globales exclusivos para desarrollar y publicar cualquier juego basado en la franquicia, incluyendo entre sus juegos desarrollados Los Simpson: el videojuego, y el juego para móviles The Simpsons: Tapped Out (2013).

### Lanzamientos en videos caseros
Muchos episodios de la serie se han lanzado en DVD y VHS a lo largo de los años. Cuando se lanzó el DVD de la primera temporada en 2001, se convirtió rápidamente en el DVD de televisión más vendido de la historia, aunque más tarde fue superado por la primera temporada de Chappelle's Show. En particular, las temporadas uno a diecisiete y veinte se han lanzado en DVD en los EE. UU. (Región 1), Europe (Región 2) y Australia/Nueva Zelanda/Latinoamérica (Región 4). En 2015 se anunció que Fox suspendería los lanzamientos de videos caseros de Los Simpson. Sin embargo, dos años después, el 22 de julio de 2017, se anunció que la temporada 18 se lanzaría en DVD el 5 de diciembre de 2017. Otros dos años después, el 20 de julio de 2019, se anunció que la temporada 19 se lanzaría el 3 de diciembre de 2019 en DVD.

### Música
Las colecciones de música original que aparecen en la serie se han lanzado en los álbumes Songs in the Key of Springfield, Go Simpsonic with The Simpsons y The Simpsons: Testify.

### Camisetas
A principios de la década de 1990, se vendieron millones de camisetas con Bart; algunos días se vendieron hasta un millón. Creyendo que Bart era un mal modelo a seguir, varias escuelas públicas estadounidenses prohibieron las camisetas con Bart junto a frases como "I'm Bart Simpson. Who the hell are you?" ("Soy Bart Simpson. ¿Quién diablos eres tú?") y "Underachiever ('And proud of it, man!')" ("Bajo rendimiento ('¡Y orgulloso de ello, hombre!')")

### Figuras de acción
Desde 1999 hasta 2004, Playmates Toys lanzó una línea de juguetes bajo el nombre World of Springfield, incorporando figuaras de los personajes junto a varios accesorios, además de escenarios basados en lugares de la serie.
McFarlane Toys lanzó una línea de figuras de acción basadas en Los Simpson: la película.
En 2014 y 2015, Lego produjo decorados basados en Los Simpson, incluida La Casa de los Simpson y un juego de Minifiguras Lego.

### Juegos de mesa y de cartas
Los Simpson ha inspirado ediciones especiales de juegos de mesa bien conocidos, incluyendo Cluedo, Monopoly (en ediciones de Los Simpson y Treehouse of Horror), Operation, Ajedrez, The Game of Life, entre otros. También se han lanzado juegos de cartas como una edición de Top Trumps. También hay varios juegos únicos de Los Simpson, como The Simpsons Loser Takes All!

### Otros
Como promoción para Los Simpson: la película, la cadena de tiendas 7-Eleven transformó once de sus tiendas en Estados Unidos y una en Canadá en versiones del Kwik-E-Mart. 7-Eleven también vendió mercancía basada en Los Simpson en varias de sus tiendas, incluyendo Squishees, Buzz Cola, Krusty-O's Cereal, y "Pink Movie Donuts". Esta promoción resultó en un aumento del 30% en las ganancias de las tiendas 7-Eleven modificadas.
El 9 de abril de 2009, el Servicio Postal de los Estados Unidos dio a conocer una serie de cinco sellos de 44 centavos con Homer, Marge, Bart, Lisa y Maggie, para conmemorar el vigésimo aniversario de la serie. Los Simpson es la primera serie de televisión en recibir este reconocimiento mientras el programa aún está en producción. Los sellos, diseñados por Matt Groening, se pusieron a la venta el 7 de mayo de 2009. Se imprimieron aproximadamente mil millones.
Microsoft produjo una edición limitada de Xbox 360 de Los Simpson: la película. Samsung lanzó un teléfono de Los Simpson: la película, sin embargo, la calidad de construcción del teléfono lo hizo propenso a dañar la pantalla, aunque la compañía lo negó y afirmó que cualquier daño en la pantalla estaba "relacionado con el usuario" y negó las reclamaciones de garantía en Australia. Ben & Jerry's creó un helado con temática de Los Simpson con sabor a donut y cerveza, bajo el nombre "Duff & D'oh! Nuts".